# Kassaye
Kassaye est une localité située dans le département de Barsalogho de la province du Sanmatenga dans la région Centre-Nord au Burkina Faso.

## Géographie
Situé au nord du département, Kassaye se trouve à 3 km à l'est de Foubé et à environ 60 km au nord de Barsalogho, le chef-lieu du département.

## Histoire
En janvier 2019, une attaque de repressailles des milices Koglwéogo consécutive au massacre de Yirgou – qui s'inscrit dans le cadre de l'insurrection djihadiste au Burkina Faso – fait dix-neuf morts civils dans le village selon le Collectif contre l’impunité et la stigmatisation des communautés (CISC).

## Éducation et santé
Le centre de soins le plus proche de Kassaye est le centre de santé et de promotion sociale (CSPS) de Foubé tandis que le centre médical avec antenne chirurgicale (CMA) se trouve à Barsalogho et le centre hospitalier régional (CHR) à Kaya.
Kassaye possède une école primaire publique.